# Jaroslav Dušek
Jaroslav Dušek (* 30. dubna 1961 Praha) je český filmový a divadelní herec a improvizátor.

## Život a kariéra
Do roku 1989 topič ve všech typech kotelen – v koksové, olejové, plynové a vrchol kariéry strojník ve středotlaké výtopně.
Dále uklízeč, myč oken, vodárenský dělník, noční strážný.
V roce 1980 společně s Janem Bornou založil divadlo Vizita, které je od roku 1985 založeno na čiré pódiové improvizaci. 
V divadle Vizita během let působili: Jan Borna, Oldřich Kužílek, Radomil Uhlíř, Martin Zbrožek, Petr Nikl, Pjér la Šéz, dále hudebníci Alan Vitouš, Jaromír Honzák, René Pařez, Martin Šulc, Dan Bárta, Patrik Kee, Yellow Sisters, Ondřej Smeykal, Zdeněk Konopásek, Eugen Zomer, Martin Smolka, Petr Piňos. 
Po roce 1989 přechod od amatérského divadla k profesionálnímu. K tomu pedagogická práce (vedoucí dramatického oddělení Konzervatoře Jaroslava Ježka – do roku 2000, vyučující na DAMU, FAMU a VOŠH ve Zlíně), redaktor Českého rozhlasu, člen grantové komise Ministerstva kultury, porotce na různých divadelních přehlídkách, občasný přednášející na Univerzitě třetího věku Milana Calábka.
Znám je také díky uvádění slavnostního předávání Českých lvů (v letech 2000, 2001, 2002 a 2008). Zahrál si v mnoha úspěšných filmech. V roce 2008 obdržel od Českého klubu skeptiků Sisyfos anticenu stříbrný Bludný balvan za „dobré šamanské rady pro každý den“. J. Dušek natočil 23. února 2007 s Jiřím Grygarem rozhlasovou Duši K, kdy J. Grygar už musel vědět, že mu balvan dali.
Dušek byl vůdčí osobností humorného Rádia Mama, kde moderoval autorský pořad Za mozkem, mystifikoval spolu s Jiřím Macháčkem v Přepadení a legendární je i jeho pohádka o zlém Hurdovi plná funkčních vulgarismů v pořadu Držíte nám palce. Mama vysílala také představení Vizity – Další nekonečný svět získal stříbro na prestižním festivalu Prix Futura. Nějaký čas působil v rádiu Limonádový Joe, které v jistém smyslu částečně navazovalo na Rádio Mama.
Jaroslav Dušek rád propojuje různé oblasti bádání a různá učení, rád zkouší alternativní a nové záležitosti. Stojí například za stavbou hliněného ekodomu v Jindřichovicích pod Smrkem systémem superadobe. Byl jedním z iniciátorů a podporovatelů stavby Zeměloď v Sázavě.  
Jaroslav Dušek působí v Divadle Kampa (jehož ředitelkou je jeho manželka Iveta Dušková) v několika představeních a v pravidelných besedách „Duše K“. Proti pořadu „Malá Vizita & Duše K – tentokrát o koronaviru s Milanem Calábkem“ ze dne 15. března 2020 se ohradilo Ministerstvo zdravotnictví ve svém stanovisku uvádějícím, že video propaguje vědecky nepodložené metody.
V listopadu 2020, v době covidu, kdy nemohl hrát divadlo, byl  zapsán jako člen dozorčí rady společnosti Xixoio. Dozorčí radu po půl roce na vlastní žádost opustil. V prosinci 2023 policie v kauze společnosti Xixoio zahájila stíhání dvou lidí a jedné firmy.

## Filmografie

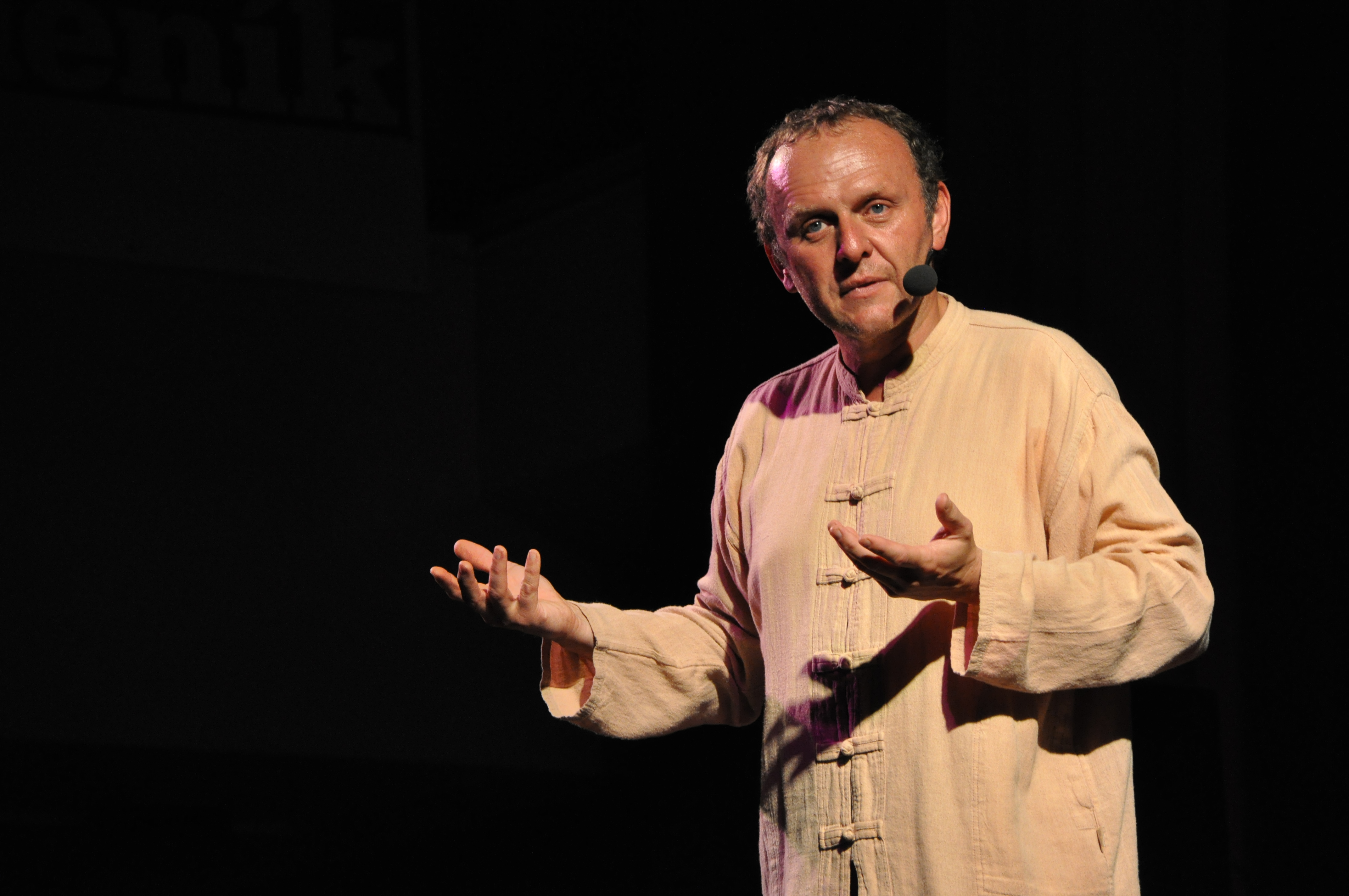
Jaroslav Dušek během představení Čtyři dohody

- Povídka s dobrým koncem (TV) – 1986
- Pražská 5 – 1989
- Vrať se do hrobu! – 1990
- Kouř – 1991
- Don Gio   – 1992
- Televizní mikroscéna – 1993
- Kamenný most – 1996
- Prokop Diviš – 1997
- Pelíšky – 1999
- Konec sezóny – 1999
- Musíme si pomáhat – 2000
- Dokoláč – 2000  (Všechny díly na kanálu YT v odkazu  )
- Divoké včely – 2001
- Na cestě – 2001
- Přesčas – 2001 (TV pořad)
- Javorový guláš (krátkometrážní TV film) – 2001
- Svatební dary – 2001
- Taxi, prosím!   – 2002 (Reality TV)
- Mazaný Filip – 2003
- Národ sobě aneb České moře v 18 přílivech – 2003
- Pupendo – 2003
- Společník (TV) – 2003
- Želary – 2003
- Horem pádem – 2004
- Choking Hazard – 2004
- O Kanafáskovi (animovaný TV seriál) – 2004
- Doblba! – 2005
- Ještě žiju s věšákem, plácačkou a čepicí – 2005
- Šílení – 2005
- Kukačky (TV) 2008
- Šejk (TV) 2009
- Operace Dunaj – 2009
- Jarmareční bouda – 2009
- Odcházení – 2011
- Pustina (TV seriál) – 2016
- Úsměvy smutných mužů – 2018
- Mstitel – 2021
- Přání Ježíškovi – 2021
- Přání k narozeninám – 2022
- Kam motýli nelétají – 2022
- Indián – 2022
- Dvě slova jako klíč – 2023
- Vědma (seriál) – 2023
- Filmy  Viliama Poltikoviče:

– Když kámen promluví 
– Fatum 
– Zrcadlení tmy 
– Tajemství smrti 
- Tloskov fiction (krátkometrážní film) – 2023
- Neslyším ničeho – 2024

## Scénáře
- Čtyři dohody (divadelní záznam) – 2013
- Kamenný most – 1996
- Ten, který má být zavřený (film)
- Ten, který má být zavřený (TV) – 1992
- Dokoláč (TV seriál) – 2000

Rozhlasové scénáře:
- Modlitbička (ve vlastní režii v Českém rozhlase)

- Narozeniny (s použitím povídky Rostislava Volného, v režii Michala Pavlíka, Český rozhlas)

- Cyklus Za mozkem! (ve vlastní režii, Český rozhlas)

Televizní scénáře:
- Dobré bydlo (vlastní scénář a spolurežie s Jaroslavem Hyklem)

- Ten, který má být zavřený (podle povídky Ivana Vyskočila, scénář a režie spolu s Jaroslavem Hyklem)

- Dokoláč – 6 dílů (scénář s Pjérem la Šézem a Martinem Krejčím, režie Martin Krejčí)

- Moderování pořadu Přesčas v České televizi

- Televizní pořad Světlá hodinka – cyklus rozhovorů v televizi A11

Operní libreta:
- Opera La Serra (spolu s hudebním skladatelem Michalem Víchem) – Divadlo Archa (také režie)

- Nagano (spolu s hudebním skladatelem Martinem Smolkou), Stavovské divadlo, režie Ondřej Havelka

- L2: Brána života (spolu s hudebním skladatelem Ondřejem Smeykalem), režie Jiří Nekvasil, Národní divadlo moravskoslezské

## Divadelní aktivity
- Cyklus improvizací Divadla Vizita v Divadle Archa, v Divadle Kampa, v Divadle Na Jezerce a po celé republice zájezdově (s Pjérem la Šézem a Zdeňkem Konopáskem, zpočátku s Martinem Zbrožkem, pak s Alanem Vitoušem)

- Manželské vraždění v Divadle Na Jezerce (s Natašou Burger, v režii Jana Hřebejka)

- Otevřené srdce (s Josefem Formánkem a Patrikem Kee)

- Mluvka a Trouba (s Ondřejem Smeykalem)

- Líheň (s Ondřejem Smeykalem a Petrem Niklem)
- Cyklus besed Duše K, nejprve v Českém rozhlase, posléze v Divadle Kampa

Klub Lávka:
- Caveman (s Alanem Vitoušem, autor Rob Becker)

- Čtyři dohody (vlastní adaptace knihy Dona Miguela Ruize, s Pjérem la Šézem a Alanem Vitoušem či Zdeňkem Konopáskem)

- Čtyři polohy a jedna Vesna (autorské představení s Vesnou Caceres, Natašou Burger, Ivetou Duškovou, Jitkou Sedláčkovou a Ivanou Uhlířovou)

- Svět Toltéků (vlastní adaptace knihy Victora Sancheze, s Pjérem la Šézem a Alanem Vitoušem)

- Pátá dohoda (vlastní adaptace knihy Dona Miguela Ruize, s Pjérem la Šézem a  Alanem Vitoušem či Zdeňkem Konopáskem)

- Sokratova obhajoba (role Sokrata, autor Platon, režie Petr Šourek, se Zdeňkem Konopáskem a Danielem Švábem)

Divadelní režie:
- Pavučina (vlastní původní hra, Žižkovské divadlo)

- Opera La Serra (Divadlo Archa)

- Král Ubu (Divadlo v Řeznické, autor Alfréd Jarry)

- Tonka Šibenice (Divadlo v Řeznické, podle Miloše Macourka)

- Imaginární překvapení (vlastní původní hra, Klub Mlejn)

- Starostovic Mařenka (vlastní adaptace stejnojmenné knihy, Klub Mlejn)

- Romeo a Julie (Klub Mlejn, William Shakespeara, v překladu Josefa Topola)

- Sláva strojů a měst (Divadlo Na Jezerce, autor Jaromír Rašín)

## Knihy
- Nenucený výsek (s Michalem Plzákem a Ivanou Čechovou, vydal Kalich)

- Ze mě (s Pavlínou Brzákovou, Eminent)

- Tvarytmy (s Pavlínou Brzákovou, Eminent)

- Malé Vizity aneb malé vizity (s Pjérem la Šézem a Pedrem Inkou, Eminent)

- První dotek (s Pavlínou Brzákovou, Eminent)

- Tentokrát o magii snů (s Janem Skryjou, Lucidní snění)
- Na život se nečeká (s Vladimírem Kafkou)

## Audioknihy
- Čtyři dohody (Don Miguel Ruiz, s kytaristou Pavlem Steidlem)

- Zrozeni k běhu (Christopher McDougall, s kytaristou Pavlem Steidlem)

- Dědeček Oge (Pavlína Brzáková, s Ondřejem Smeykalem – hráčem na didgeridoo)

- Průvodce úrovněmi vědomí (David R.Hawkins)

- Vychováváme děti a rosteme s nimi (Naomi Aldortová, s Yellow Sisters, režie Markéta Košťáková)

- Sláva strojů a měst (Jaromír Rašín)
- Sokratova obhajoba (Platon)

## Pedagogická činnost
- 1987 až 1989 asistent Ivana Vyskočila na “lidové konzervatoři”

- 1989 až 2000 vedoucí dramatického oddělení na Konzervatoři Jaroslava Ježka

- Nárazově na DAMU, FAMU a VOŠH ve Zlíně

- Nárazově improvizační dílny

## Ocenění
- Cena Alfréda Radoka za operu Nagano (spolu s hudebním skladatelem a spoluautorem libreta Martinem Smolkou)

- Silver diploma z Prix Futura Berlin za rozhlasovou improvizaci Další nekonečný svět (s Alanem Vitoušem a Miroslavem Vitoušem)

- Hlavní cena Prix Bohemia za totéž

- Dvě nominace na Českého lva za herecký výkon ve vedlejší roli (Musíme si pomáhat a Pupendo)

- Cena za nejlepší herecký výkon na Festivalu české filmové komedie (spolu s Boleslavem Polívkou za Musíme si pomáhat)
- Stříbrný Bludný balvan za „dobré šamanské rady pro každý den“.